# Hans Oster
Hans Oster (9. august 1887 i Dresden – 9. april 1945 i koncentrationslejren Flossenbürg) var tysk officer (general) og – med base i Abwehr under admiral Wilhelm Canaris en fremtrædende organisator af modstanden mod Adolf Hitler.
Dagen efter efter det fejlslagne kup 20. juli 1944 mod Hitler blev Hans Oster arresteret og den 8. april 1945 blev han sammen med Canaris og Dietrich Bonhoeffer dømt til døden og dagen efter henrettet ved hængning sammen de to andre.